# Polismordet i Krokom 1971
Polismordet i Krokom 1971 var en händelse i Krokom som skedde mellan den 18 och 19 april 1971 då polismannen Hugo Strömgren, född 1928, blev skjuten till döds. 

## Händelsen
Strömgren sköts med ett  mausergevär i Krokom vid en händelse som utspelade sig mellan den 18 och 19 april 1971. En psykiskt sjuk 67-årig man som retat sig på grannhunden öppnade eld mot grannhuset med ett mausergevär och polis tillkallades vid 19-tiden. 67-åringen vägrade att överlämna sig och sköt en polis i benet och en annan i ryggen. Den senare, 43-årige Hugo Strömgren, förblödde till döds, då ingen kunde att ta sig fram till honom förrän vid tvåtiden på natten. Varken tårgas eller de hundratals skott polisen avlossade mot huset fick mannen att ge upp. Han gav upp först vid sjutiden på morgonen då militär anlände med en infanterikanonvagn och rökgranater. Mannen dömdes till vård och släpptes ett år senare. Han tog sitt liv på ett mentalsjukhus sex år senare.
Hugo Strömgren begravningsceremoni tog plats i Nya Kyrkan, Östersund med en hedersvakt av hans kollegor.